# USS Juneau (CL-119)
El USS Juneau (CL-119) de la Armada de los Estados Unidos fue la cabeza de serie de su clase de cruceros ligeros. Fue puesto en gradas en 1944, botado en 1945 y comisionado en 1946. Fue descomisionado en 1956. Su nombre refiere a Juneau, capital de Alaska.

## Historia de servicio
El crucero ligero Juneau participó de la guerra de Corea (1951-1953). Patrulló la costa de Corea y en su primer acción el 2 de julio de 1951 hundió botes torpederos. En 1952 participó de ataques en la costa y regresó a EE. UU. el 5 de noviembre.
Entre 1953 y 1955 estuvo en el Caribe, el Mediterráneo y la Costa Este. Fue puesto en reserva el 23 de marzo de 1956 y descomisionado el 23 de julio.